# Christoph Reich
Christoph Reich (* 4. November 1993) ist ein Schweizer Unihockeyspieler, der beim schweizerischen Nationalliga-A-Verein Chur Unihockey unter Vertrag steht.

## Karriere
Reich stammt aus dem Nachwuchs von Chur Unihockey, wo er während der Saison 2011/12 zum ersten Mal im Kader der ersten Mannschaft stand. Zur Saison 2014/15 beerbte der Churer den bisherigen Torhüter Patrick Kellenberger als Nummer 1 im Tor. Ab der Saison 2013/14 gehörte Reich der ersten Mannschaft an. Anfang Mai 2017 verkündete Chur Unihockey, dass der Vertrag von Stammgoalie Christoph Reich vorzeitig aufgelöst wurde.
2017 wechselte er anschliessend er mit einem Zweijahresvertrag zum SV Wiler-Ersigen. Bei Wiler-Ersigen ersetzte er den langjährigen Stammtorhüter Nicolas Wolf. Mit dem SV Wiler-Ersigen holte er sich den Titel in der Schweizer Meisterschaft sowie den Schweizer Cup.
Zwei Jahre später schloss sich Reich wieder Chur Unihockey an.